# Championnat d'Espagne de football 2014-2015
Navigation
Édition précédente Édition suivante
La 84e édition du championnat d'Espagne de football sera la septième sous l'appellation Liga BBVA. Elle oppose les vingt meilleurs clubs d'Espagne en une série de trente-huit journées.
Lors de cette saison, l'Atlético Madrid défend son titre face à 19 autres équipes dont 3 promus de Liga Adelante.
Six places qualificatives pour les compétitions européennes sont attribuées par le biais du championnat (3 places directes en Ligue des champions 2015-2016, 1 en barrages, 1 en barrages de la Ligue Europa et 1 au troisième tour de qualification). Une autre place qualificative pour la Ligue Europa sera garantie au vainqueur de la Coupe du Roi. Les 3 derniers du championnat sont relégués en Liga Adelante.
Le championnat commence le 23 août 2014 et s'achève le 23 mai 2015.

## Participants
| \| Almería Athletic At. Madrid Barcelone Celta Córdoba Deportivo Eibar Elche Espanyol Getafe Grenade Levante Málaga Rayo Vallecano Real Madrid Real Sociedad Séville Valence Villarreal \| Localisation des clubs engagés dans le championnat. |
| Almería Athletic At. Madrid Barcelone Celta Córdoba Deportivo Eibar Elche Espanyol Getafe Grenade Levante Málaga Rayo Vallecano Real Madrid Real Sociedad Séville Valence Villarreal                                                           |

Légende des couleurs
- Phase de groupes de la Ligue des champions 2014-2015
- Tour de barrages de la Ligue des champions 2014-2015
- Phase de groupes de la Ligue Europa 2014-2015
- Tour de barrages de la Ligue Europa 2014-2015
- Troisième tour de qualification de la Ligue Europa 2014-2015
- Promu de Liga Adelante

| Club                 | Se maintient depuis | Classement 2013-2014 | Entraîneur                                       | Depuis | Stade                         | Capacité théorique |
| -------------------- | ------------------- | -------------------- | ------------------------------------------------ | ------ | ----------------------------- | ------------------ |
| UD Almería           | 2013                | 17                   | Francisco Rodríguez Juan Ignacio Martínez        | 2014   | Stade des Jeux Méditerranéens | 22 000             |
| Athletic Bilbao      | 1928                | 4                    | Ernesto Valverde                                 | 2013   | San Mamés                     | 53 332             |
| Atlético Madrid      | 2002                | 1                    | Diego Simeone                                    | 2011   | Vicente Calderón              | 54 960             |
| FC Barcelone         | 1928                | 2                    | Luis Enrique                                     | 2014   | Camp Nou                      | 99 786             |
| Celta Vigo           | 2012                | 9                    | Eduardo Berizzo                                  | 2014   | Balaídos                      | 31 800             |
| Córdoba CF           | 2014                | 7 (SD)               | Albert Ferrer Miroslav Đukić                     | 2014   | Nuevo Arcángel                | 21 822             |
| Deportivo La Corogne | 2014                | 2 (SD)               | Fernando Vázquez Víctor Sánchez del Amo          | 2015   | El Riazor                     | 34 600             |
| SD Eibar             | 2014                | 1 (SD)               | Gaizka Garitano                                  | 2012   | Ipurua                        | 5 250              |
| Elche CF             | 2013                | 16                   | Fran Escribá                                     | 2013   | Martínez Valero               | 36 017             |
| Espanyol Barcelone   | 1994                | 14                   | Sergio González                                  | 2014   | Cornellà-El Prat              | 40 500             |
| Getafe CF            | 2004                | 13                   | Cosmin Contra Quique Sánchez Flores Pablo Franco | 2015   | Coliseum Alfonso Pérez        | 16 996             |
| Grenade CF           | 2011                | 15                   | Joaquín Caparrós Abel Resino José Ramón Sandoval | 2015   | Nuevo Los Cármenes            | 23 156             |
| Levante              | 2010                | 10                   | José Luis Mendilibar Lucas Alcaraz               | 2014   | Ciutat de València            | 26 354             |
| Málaga CF            | 2008                | 11                   | Javi Gracia                                      | 2014   | La Rosaleda                   | 30 044             |
| Rayo Vallecano       | 2011                | 12                   | Paco Jémez                                       | 2012   | Campo de Vallecas             | 14 708             |
| Real Madrid          | 1928                | 3                    | Carlo Ancelotti                                  | 2013   | Santiago Bernabéu             | 81 044             |
| Real Sociedad        | 2010                | 7                    | Jagoba Arrasate David Moyes                      | 2014   | Anoeta                        | 32 076             |
| Séville FC           | 2001                | 5                    | Unai Emery                                       | 2013   | Ramón Sánchez Pizjuán         | 45 500             |
| Valence CF           | 1987                | 8                    | Nuno                                             | 2014   | Mestalla                      | 55 000             |
| Villarreal CF        | 2013                | 6                    | Marcelino García Toral                           | 2013   | El Madrigal                   | 22 000             |

## Classement
Le classement est établi sur le barème de points classique (victoire à 3 points, match nul à 1, défaite à 0).
Pour départager les égalités, on tient d'abord compte des points en confrontations directes, puis de la différence de buts en confrontations directes, puis de la différence de buts générale, puis du nombre de buts marqués et enfin du nombre de point de Fair-Play.
| Rang | Équipe                 | Pts  | J  | G  | N  | P  | Bp  | Bc | Diff |
| ---- | ---------------------- | ---- | -- | -- | -- | -- | --- | -- | ---- |
| 1    | FC Barcelone C C1      | 94   | 38 | 30 | 4  | 4  | 110 | 21 | +89  |
| 2    | Real Madrid SU MC      | 92   | 38 | 30 | 2  | 6  | 118 | 38 | +80  |
| 3    | Atlético Madrid T S    | 78   | 38 | 23 | 9  | 6  | 67  | 29 | +38  |
| 4    | Valence CF             | 77   | 38 | 22 | 11 | 5  | 70  | 32 | +38  |
| 5    | Séville FC C3          | 76   | 38 | 23 | 7  | 8  | 71  | 45 | +26  |
| 6    | Villarreal CF          | 60   | 38 | 16 | 12 | 10 | 48  | 37 | +11  |
| 7    | Athletic Bilbao        | 55   | 38 | 15 | 10 | 13 | 42  | 41 | +1   |
| 8    | Celta Vigo             | 51   | 38 | 13 | 12 | 13 | 47  | 44 | +3   |
| 9    | Málaga CF              | 50   | 38 | 14 | 8  | 16 | 42  | 48 | -6   |
| 10   | Espanyol Barcelone     | 49   | 38 | 13 | 10 | 15 | 47  | 51 | -4   |
| 11   | Rayo Vallecano         | 49   | 38 | 15 | 4  | 19 | 46  | 68 | -22  |
| 12   | Real Sociedad          | 46   | 38 | 11 | 13 | 14 | 44  | 51 | -7   |
| 13   | Elche CF               | 41   | 38 | 11 | 8  | 19 | 35  | 62 | -27  |
| 14   | Levante UD             | 37   | 38 | 9  | 10 | 19 | 34  | 69 | -35  |
| 15   | Getafe CF              | 37   | 38 | 10 | 7  | 21 | 33  | 64 | -31  |
| 16   | Deportivo La Corogne P | 35   | 38 | 7  | 14 | 17 | 35  | 60 | -25  |
| 17   | Grenade CF             | 35   | 38 | 7  | 14 | 17 | 30  | 64 | -34  |
| 18   | SD Eibar P             | 35   | 38 | 9  | 8  | 21 | 34  | 55 | -21  |
| 19   | UD Almería             | 29-3 | 38 | 8  | 8  | 22 | 35  | 64 | -29  |
| 20   | Córdoba CF P           | 20   | 38 | 3  | 11 | 24 | 22  | 68 | -46  |

Qualifications européennes
Ligue des champions 2015-2016
- 1er 2e 3e et C3 : phase de groupes
- 4e : tour de barrages pour non-champions

Ligue Europa 2015-2016
- 6e : phase de groupes
- 7e : 3e tour de qualification

Relégation
- Relégation Financière
- 18e : Repêchage
- 19e et 20e : Relégation en Liga Adelante

Abréviations
- T : Tenant du titre
- C : Vainqueur de la Coupe du Roi 2014-2015
- S : Vainqueur de la Supercoupe d'Espagne 2014
- SU : Vainqueur de la Supercoupe de l'UEFA 2014
- MC : Vainqueur du Mondial des clubs 2014
- C1 : Vainqueur de la Ligue des champions de l'UEFA 2014-2015
- C3 : Vainqueur de la Ligue Europa 2014-2015
- P : Promus de Liga Adelante 2013-2014

Le 17 mai 2015, le FC Barcelone est champion.
Notes :
1. ↑  Elche est relégué administrativement par la LFP pour dette impayée. Par conséquent, Eibar est repêché[2].
2. ↑  Almería a été déduit de 3 points, pour non-paiement d'un transfert.

### Matchs
| Résultats (▼dom., ►ext.)                                   | ALM | ATH | ATM | BAR | CEL | COR | DEP | EIB | ELC | ESP | GET | GRE | LEV | MAL | RAY | RMA | SOC | SEV | VAL | VIL |
| UD Almería                                                 |     | 0-1 | 0-1 | 1-2 | 2-2 | 1-1 | 0-0 | 2-0 | 2-2 | 1-1 | 1-0 | 3-0 | 1-4 | 1-2 | 0-1 | 1-4 | 2-2 | 0-2 | 2-3 | 0-0 |
| Athletic Bilbao                                            | 2-1 |     | 1-4 | 2-5 | 1-1 | 0-1 | 1-1 | 0-0 | 1-2 | 3-1 | 4-0 | 0-1 | 3-0 | 1-1 | 1-0 | 1-0 | 1-1 | 1-0 | 1-1 | 4-0 |
| Atlético Madrid                                            | 3-0 | 0-0 |     | 0-1 | 2-2 | 4-2 | 2-0 | 2-1 | 3-0 | 2-0 | 2-0 | 2-0 | 3-1 | 3-1 | 3-1 | 4-0 | 2-0 | 4-0 | 1-1 | 0-1 |
| FC Barcelone                                               | 4-0 | 2-0 | 3-1 |     | 0-1 | 5-0 | 2-2 | 3-0 | 3-0 | 5-1 | 6-0 | 6-0 | 5-0 | 0-1 | 6-1 | 2-1 | 2-0 | 5-1 | 2-0 | 3-2 |
| Celta Vigo                                                 | 0-1 | 1-2 | 2-0 | 0-1 |     | 1-0 | 2-1 | 0-1 | 1-1 | 3-2 | 3-1 | 0-0 | 3-0 | 1-0 | 6-1 | 2-4 | 2-2 | 1-1 | 1-1 | 1-3 |
| Córdoba CF                                                 | 1-2 | 0-1 | 0-2 | 0-8 | 1-1 |     | 0-0 | 1-1 | 0-2 | 0-0 | 1-2 | 2-0 | 0-0 | 1-2 | 1-2 | 1-2 | 1-1 | 1-3 | 1-2 | 0-2 |
| Deportivo La Corogne                                       | 0-1 | 1-0 | 1-2 | 0-4 | 0-2 | 1-1 |     | 2-0 | 1-0 | 0-0 | 1-2 | 2-2 | 2-0 | 0-1 | 2-2 | 2-8 | 0-0 | 3-4 | 3-0 | 1-1 |
| SD Eibar                                                   | 5-2 | 0-1 | 1-3 | 0-2 | 0-1 | 3-0 | 0-1 |     | 0-1 | 0-2 | 2-1 | 1-1 | 3-3 | 1-0 | 1-2 | 0-4 | 1-0 | 1-3 | 0-1 | 1-1 |
| Elche CF                                                   | 1-0 | 2-3 | 0-2 | 0-6 | 0-1 | 2-2 | 4-0 | 0-2 |     | 2-1 | 0-1 | 1-1 | 1-0 | 1-2 | 2-0 | 0-2 | 1-0 | 0-2 | 0-4 | 2-2 |
| Espanyol Barcelone                                         | 3-0 | 1-0 | 0-0 | 0-2 | 1-0 | 1-0 | 0-0 | 1-2 | 1-1 |     | 2-0 | 2-1 | 2-1 | 2-2 | 1-1 | 1-4 | 2-0 | 1-2 | 1-2 | 1-1 |
| Getafe CF                                                  | 1-0 | 1-2 | 0-1 | 0-0 | 2-1 | 1-1 | 2-1 | 1-1 | 0-0 | 2-1 |     | 1-2 | 0-1 | 1-0 | 1-2 | 0-3 | 0-1 | 2-1 | 0-3 | 1-1 |
| Grenade CF                                                 | 0-0 | 0-0 | 0-0 | 1-3 | 1-1 | 2-0 | 2-1 | 0-0 | 1-0 | 1-2 | 1-1 |     | 0-1 | 1-0 | 0-1 | 0-4 | 1-1 | 1-1 | 1-1 | 0-0 |
| Levante UD                                                 | 2-1 | 0-2 | 2-2 | 0-5 | 0-1 | 1-0 | 0-0 | 2-1 | 0-0 | 2-2 | 1-1 | 2-1 |     | 4-1 | 0-2 | 0-5 | 1-1 | 1-2 | 2-1 | 0-2 |
| Málaga CF                                                  | 1-2 | 1-0 | 2-2 | 0-0 | 1-0 | 2-0 | 1-1 | 2-1 | 1-2 | 0-2 | 3-2 | 2-1 | 0-0 |     | 4-0 | 1-2 | 1-1 | 2-3 | 1-0 | 1-1 |
| Rayo Vallecano                                             | 2-0 | 2-1 | 0-0 | 0-2 | 1-0 | 0-1 | 1-2 | 2-3 | 2-3 | 1-3 | 2-0 | 3-1 | 4-2 | 1-0 |     | 0-2 | 2-4 | 0-1 | 1-1 | 2-0 |
| Real Madrid                                                | 3-0 | 5-0 | 1-2 | 3-1 | 3-0 | 2-0 | 2-0 | 3-0 | 5-1 | 3-0 | 7-3 | 9-1 | 2-0 | 3-1 | 5-1 |     | 4-1 | 2-1 | 2-2 | 1-1 |
| Real Sociedad                                              | 1-2 | 1-1 | 2-1 | 1-0 | 1-1 | 3-1 | 2-2 | 1-0 | 3-0 | 1-0 | 1-2 | 0-3 | 3-0 | 0-1 | 0-1 | 4-2 |     | 4-3 | 1-1 | 0-0 |
| Séville FC                                                 | 2-1 | 2-0 | 0-0 | 2-2 | 1-0 | 3-0 | 4-1 | 0-0 | 3-0 | 3-2 | 2-0 | 5-1 | 1-1 | 2-0 | 2-0 | 2-3 | 1-0 |     | 1-1 | 2-1 |
| Valence CF                                                 | 3-2 | 0-0 | 3-1 | 0-1 | 1-1 | 3-0 | 2-0 | 3-1 | 3-1 | 3-1 | 1-0 | 4-0 | 3-0 | 3-0 | 3-0 | 2-1 | 2-0 | 3-1 |     | 0-0 |
| Villarreal CF                                              | 2-0 | 2-0 | 0-1 | 0-1 | 4-1 | 0-0 | 3-0 | 1-0 | 1-0 | 0-3 | 2-1 | 2-0 | 1-0 | 2-1 | 4-2 | 0-2 | 4-0 | 0-2 | 1-3 |     |
| - Victoire à domicile - Match nul - Victoire à l'extérieur |     |     |     |     |     |     |     |     |     |     |     |     |     |     |     |     |     |     |     |     |

### Évolution du classement
| Journées / Clubs     | 1  | 2  | 3  | 4  | 5  | 6  | 7  | 8  | 9  | 10 | 11 | 12 | 13 | 14 | 15 | 16 | 17 | 18 | 19 | 20 | 21 | 22 | 23 | 24 | 25 | 26 | 27 | 28 | 29 | 30 | 31 | 32 | 33 | 34 | 35 | 36 | 37 | 38 |
| Journées / Clubs     |    |    |    |    |    |    |    |    |    |    |    |    |    |    |    |    |    |    |    |    |    |    |    |    |    |    |    |    |    |    |    |    |    |    |    |    |    |    |
| -------------------- | -- | -- | -- | -- | -- | -- | -- | -- | -- | -- | -- | -- | -- | -- | -- | -- | -- | -- | -- | -- | -- | -- | -- | -- | -- | -- | -- | -- | -- | -- | -- | -- | -- | -- | -- | -- | -- | -- |
| FC Barcelone         | 1  | 1  | 1  | 1  | 2  | 1  | 1  | 1  | 1  | 4  | 2  | 2  | 2  | 2  | 2  | 2  | 2  | 2  | 2  | 2  | 2  | 2  | 2  | 2  | 2  | 1  | 1  | 1  | 1  | 1  | 1  | 1  | 1  | 1  | 1  | 1  | 1  | 1  |
| Real Madrid          | 3  | 10 | 13 | 7  | 5  | 5  | 4  | 3  | 3  | 1  | 1  | 1  | 1  | 1  | 1  | 1  | 1  | 1  | 1  | 1  | 1  | 1  | 1  | 1  | 1  | 2  | 2  | 2  | 2  | 2  | 2  | 2  | 2  | 2  | 2  | 2  | 2  | 2  |
| Atlético Madrid      | 12 | 6  | 4  | 4  | 4  | 3  | 5  | 5  | 5  | 3  | 4  | 3  | 3  | 3  | 3  | 3  | 3  | 3  | 3  | 3  | 3  | 3  | 3  | 3  | 3  | 3  | 4  | 4  | 3  | 3  | 3  | 3  | 3  | 3  | 3  | 3  | 3  | 3  |
| Valence CF           | 11 | 2  | 2  | 2  | 1  | 2  | 2  | 4  | 4  | 2  | 3  | 4  | 5  | 5  | 5  | 4  | 4  | 5  | 5  | 4  | 5  | 4  | 4  | 4  | 4  | 4  | 3  | 3  | 4  | 4  | 4  | 4  | 4  | 4  | 4  | 4  | 4  | 4  |
| Séville FC           | 10 | 5  | 3  | 3  | 3  | 4  | 3  | 2  | 2  | 5  | 5  | 5  | 4  | 4  | 4  | 6  | 5  | 4  | 4  | 5  | 4  | 5  | 5  | 5  | 5  | 5  | 5  | 5  | 5  | 5  | 5  | 5  | 5  | 5  | 5  | 5  | 5  | 5  |
| Villarreal CF        | 4  | 9  | 8  | 6  | 7  | 7  | 7  | 6  | 8  | 8  | 8  | 8  | 6  | 6  | 6  | 5  | 6  | 6  | 6  | 6  | 6  | 6  | 6  | 6  | 6  | 6  | 6  | 6  | 6  | 6  | 6  | 6  | 6  | 6  | 6  | 6  | 6  | 6  |
| Athletic Bilbao      | 15 | 7  | 12 | 15 | 18 | 16 | 18 | 17 | 15 | 11 | 11 | 9  | 9  | 10 | 10 | 11 | 12 | 13 | 13 | 13 | 11 | 13 | 13 | 12 | 10 | 8  | 8  | 8  | 8  | 8  | 9  | 8  | 8  | 8  | 7  | 8  | 7  | 7  |
| Celta Vigo           | 2  | 3  | 5  | 8  | 6  | 6  | 6  | 7  | 6  | 6  | 7  | 7  | 8  | 8  | 8  | 8  | 9  | 9  | 11 | 12 | 10 | 10 | 9  | 8  | 8  | 9  | 11 | 10 | 11 | 12 | 10 | 9  | 9  | 9  | 9  | 10 | 11 | 8  |
| Málaga CF            | 7  | 13 | 11 | 11 | 10 | 13 | 11 | 8  | 7  | 7  | 6  | 6  | 7  | 7  | 7  | 7  | 7  | 7  | 7  | 7  | 7  | 7  | 7  | 7  | 7  | 7  | 7  | 7  | 7  | 7  | 7  | 7  | 7  | 7  | 8  | 7  | 8  | 9  |
| Espanyol Barcelone   | 9  | 16 | 19 | 18 | 11 | 12 | 8  | 11 | 10 | 13 | 12 | 14 | 12 | 13 | 11 | 10 | 10 | 10 | 9  | 9  | 9  | 9  | 8  | 9  | 9  | 10 | 9  | 12 | 12 | 9  | 8  | 10 | 10 | 10 | 10 | 9  | 9  | 10 |
| Rayo Vallecano       | 13 | 14 | 16 | 17 | 13 | 9  | 12 | 9  | 9  | 12 | 13 | 11 | 10 | 11 | 12 | 13 | 11 | 11 | 10 | 10 | 12 | 15 | 11 | 14 | 11 | 13 | 12 | 11 | 9  | 10 | 12 | 11 | 11 | 11 | 12 | 11 | 10 | 11 |
| Real Sociedad        | 16 | 8  | 7  | 12 | 14 | 15 | 15 | 16 | 17 | 19 | 15 | 16 | 14 | 14 | 14 | 14 | 13 | 12 | 12 | 11 | 13 | 12 | 12 | 10 | 12 | 11 | 10 | 9  | 10 | 11 | 11 | 12 | 12 | 12 | 11 | 12 | 12 | 12 |
| Elche CF             | 20 | 19 | 10 | 13 | 16 | 18 | 16 | 18 | 19 | 17 | 18 | 19 | 19 | 20 | 20 | 20 | 20 | 19 | 16 | 17 | 19 | 17 | 17 | 17 | 17 | 15 | 15 | 15 | 16 | 16 | 15 | 14 | 14 | 13 | 13 | 13 | 13 | 13 |
| Levante UD           | 18 | 20 | 20 | 20 | 17 | 19 | 17 | 19 | 20 | 18 | 19 | 13 | 15 | 15 | 15 | 15 | 17 | 18 | 19 | 19 | 20 | 18 | 19 | 18 | 18 | 17 | 18 | 18 | 14 | 15 | 18 | 16 | 15 | 15 | 15 | 14 | 15 | 14 |
| Getafe CF            | 17 | 12 | 15 | 16 | 19 | 14 | 14 | 10 | 12 | 10 | 9  | 10 | 13 | 12 | 13 | 12 | 14 | 14 | 15 | 14 | 15 | 14 | 15 | 13 | 14 | 12 | 13 | 13 | 13 | 13 | 13 | 13 | 13 | 14 | 14 | 15 | 14 | 15 |
| Deportivo La Corogne | 14 | 15 | 9  | 14 | 15 | 17 | 20 | 15 | 16 | 16 | 17 | 18 | 18 | 19 | 16 | 17 | 16 | 16 | 17 | 16 | 14 | 11 | 14 | 15 | 15 | 16 | 17 | 16 | 17 | 17 | 16 | 18 | 18 | 18 | 18 | 17 | 17 | 16 |
| Grenade CF           | 5  | 4  | 6  | 5  | 8  | 11 | 13 | 14 | 14 | 15 | 14 | 15 | 16 | 16 | 17 | 18 | 19 | 20 | 20 | 20 | 18 | 20 | 18 | 19 | 19 | 19 | 19 | 19 | 19 | 19 | 19 | 19 | 19 | 19 | 19 | 18 | 16 | 17 |
| SD Eibar             | 6  | 11 | 14 | 9  | 9  | 8  | 9  | 12 | 11 | 9  | 10 | 12 | 11 | 9  | 9  | 9  | 8  | 8  | 8  | 8  | 8  | 8  | 10 | 11 | 13 | 14 | 14 | 14 | 15 | 14 | 14 | 15 | 16 | 16 | 17 | 19 | 18 | 18 |
| UD Almería           | 8  | 17 | 17 | 10 | 12 | 10 | 10 | 13 | 13 | 14 | 16 | 17 | 17 | 17 | 19 | 16 | 15 | 17 | 18 | 18 | 16 | 16 | 16 | 16 | 16 | 18 | 16 | 17 | 18 | 18 | 17 | 17 | 17 | 17 | 16 | 16 | 19 | 19 |
| Córdoba CF           | 19 | 18 | 18 | 19 | 20 | 20 | 19 | 20 | 18 | 20 | 20 | 20 | 20 | 18 | 18 | 19 | 18 | 15 | 14 | 15 | 17 | 19 | 20 | 20 | 20 | 20 | 20 | 20 | 20 | 20 | 20 | 20 | 20 | 20 | 20 | 20 | 20 | 20 |

## Statistiques individuelles

### Meilleurs buteurs
Le Trophée Pichichi récompense le meilleur buteur de la saison, tandis que le Trophée Zarra est décerné au meilleur buteur espagnol de la saison. Cristiano Ronaldo, avec 48 buts, remporte le premier tandis que Aritz Aduriz, avec 18 buts, remporte le second.
| Rang | Joueur            | Club               | Buts | Pen. |
| ---- | ----------------- | ------------------ | ---- | ---- |
| 1    | Cristiano Ronaldo | Real Madrid        | 48   | 10   |
| 2    | Lionel Messi      | FC Barcelone       | 43   | 5    |
| 3    | Neymar            | FC Barcelone       | 22   | 1    |
| 3    | Antoine Griezmann | Atlético Madrid    | 22   | 0    |
| 4    | Carlos Bacca      | Séville FC         | 20   | 6    |
| 5    | Aritz Aduriz      | Athletic Bilbao    | 18   | 5    |
| 6    | Alberto Bueno     | Rayo Vallecano     | 17   | 2    |
| 7    | Luis Suárez       | FC Barcelone       | 16   | 0    |
| 8    | Karim Benzema     | Real Madrid        | 15   | 0    |
| 9    | Jonathas          | Elche CF           | 14   | 0    |
| 9    | Sergio García     | Espanyol Barcelone | 14   | 2    |
| 10   | James Rodríguez   | Real Madrid        | 13   | 0    |
| 10   | Gareth Bale       | Real Madrid        | 13   | 1    |
| 10   | Nolito            | Celta Vigo         | 13   | 2    |

### Meilleurs passeurs
| Rang | Joueur            | Club               | Passes |
| ---- | ----------------- | ------------------ | ------ |
| 1    | Lionel Messi      | FC Barcelone       | 18     |
| 2    | Cristiano Ronaldo | Real Madrid        | 16     |
| 3    | Luis Suárez       | FC Barcelone       | 14     |
| 4    | James Rodríguez   | Real Madrid        | 13     |
| 4    | Nolito            | Celta Vigo         | 13     |
| 5    | Karim Benzema     | Real Madrid        | 10     |
| 5    | Koke              | Atlético Madrid    | 10     |
| 6    | Sergio García     | Espanyol Barcelone | 9      |
| 6    | Denis Cheryshev   | Villarreal CF      | 9      |
| 6    | Isco              | Real Madrid        | 9      |
| 6    | Gareth Bale       | Real Madrid        | 9      |
| 7    | Xavi              | FC Barcelone       | 8      |

## Prix LFP
Le Prix LFP est une récompense officielle décernée par la Ligue de football professionnel.
| Catégorie           |               |              |
| Catégorie           | Joueur        | Équipe       |
| ------------------- | ------------- | ------------ |
| Meilleur joueur     | Lionel Messi  | FC Barcelone |
| Meilleur entraîneur | Luis Enrique  | FC Barcelone |
| Meilleur gardien    | Claudio Bravo | FC Barcelone |

### Récompenses mensuelles
Les Prix BBVA sont des récompenses officielles mensuelles décernées par la LFP aux meilleur joueur et meilleur entraîneur du mois en Liga BBVA.
| Mois      | Joueur du mois    | Joueur du mois  | Entraîneur du mois  | Entraîneur du mois |
| Mois      | Joueur            | Club            | Entraîneur          | Club               |
| --------- | ----------------- | --------------- | ------------------- | ------------------ |
| Septembre | Nolito            | Celta Vigo      | Nuno Espírito Santo | Valence CF         |
| Octobre   | Karim Benzema     | Real Madrid     | Carlo Ancelotti     | Real Madrid        |
| Novembre  | Carlos Vela       | Real Sociedad   | Ernesto Valverde    | Athletic Bilbao    |
| Décembre  | Luciano Vietto    | Villarreal CF   | Nuno Espírito Santo | Valence CF         |
| Janvier   | Antoine Griezmann | Atlético Madrid | Unai Emery          | Séville FC         |
| Février   | Alberto Bueno     | Rayo Vallecano  | Nuno Espírito Santo | Valence CF         |
| Mars      | Vitolo            | Séville FC      | Ernesto Valverde    | Athletic Bilbao    |
| Avril     | Antoine Griezmann | Atlético Madrid | Carlo Ancelotti     | Real Madrid        |
| Mai       | Cristiano Ronaldo | Real Madrid     | José Ramón Sandoval | Grenade CF         |

### Équipe-type de la Liga BBVA 2014-2015
| \| N° \| Poste \| Joueur \| Club \| \| ---------- \| ---------- \| ------------------- \| --------------- \| \| 13 \| GB \| Claudio Bravo \| FC Barcelone \| \| 3 \| DC \| Gerard Piqué \| FC Barcelone \| \| 23 \| DC \| Nicolás Otamendi \| Valence CF \| \| 22 \| DL \| Daniel Alves \| FC Barcelone \| \| 18 \| DL \| Jordi Alba \| FC Barcelone \| \| 4 \| MD \| Grzegorz Krychowiak \| Séville FC \| \| 10 \| MO \| James Rodríguez \| Real Madrid \| \| 4 \| MO \| Ivan Rakitić \| FC Barcelone \| \| 10 \| SA \| Lionel Messi \| FC Barcelone \| \| 7 \| AiG \| Antoine Griezmann \| Atlético Madrid \| \| 7 \| AC \| Cristiano Ronaldo \| Real Madrid \| \| Entraîneur \| Entraîneur \| Luis Enrique \| FC Barcelone \| | C. Bravo Piqué Otamendi Alves Alba Krychowiak James Rakitić Messi Griezmann C. Ronaldo |                     |                 |
| N° | Poste                                                                                  | Joueur              | Club            |
| 13 | GB                                                                                     | Claudio Bravo       | FC Barcelone    |
| 3 | DC                                                                                     | Gerard Piqué        | FC Barcelone    |
| 23 | DC                                                                                     | Nicolás Otamendi    | Valence CF      |
| 22 | DL                                                                                     | Daniel Alves        | FC Barcelone    |
| 18 | DL                                                                                     | Jordi Alba          | FC Barcelone    |
| 4 | MD                                                                                     | Grzegorz Krychowiak | Séville FC      |
| 10 | MO                                                                                     | James Rodríguez     | Real Madrid     |
| 4 | MO                                                                                     | Ivan Rakitić        | FC Barcelone    |
| 10 | SA                                                                                     | Lionel Messi        | FC Barcelone    |
| 7 | AiG                                                                                    | Antoine Griezmann   | Atlético Madrid |
| 7 | AC                                                                                     | Cristiano Ronaldo   | Real Madrid     |
| Entraîneur | Entraîneur                                                                             | Luis Enrique        | FC Barcelone    |

### Bilan de la saison
- Premier but de la saison :  Luis Alberto   36e pour Málaga CF contre l'Athletic Bilbao (1-0), le 23 août 2014.
- Premier but contre son camp :  Joni   92e (csc) pour le Celta Vigo en faveur de la Real Sociedad (2-2), le 13 septembre 2014.
- Premier penalty :  Isaac Cuenca   94e (pen.) pour Deportivo La Corogne contre le Rayo Vallecano (2-2), le 31 août 2014.
- Premier coup franc direct :  Javi Lara   45e (cf.) pour la SD Eibar contre la Real Sociedad (1-0), le 24 août 2014.
- Premier doublé :  Lionel Messi   42e   63e pour le FC Barcelone contre Elche CF (3-0), le 24 août 2014.
- Premier triplé :  Cristiano Ronaldo   28e   41e   78e pour le Real Madrid contre Deportivo La Corogne (1-6), le 20 septembre 2014.
- Premier quadruplé :  Cristiano Ronaldo   28e (pen.)   32e   80e (pen.)   92e pour le Real Madrid contre Elche CF (5-1), le 23 septembre 2014.
- But le plus rapide d'une rencontre :  Florin Andone 9 secondes pour Córdoba CF contre la SD Eibar (1-0), le 16 janvier 2015.
- But le plus tardif d'une rencontre :  Sergio García   90+13e pour l'Espanyol Barcelone contre l'UD Almería (1-1), le 23 août 2014.
- Champion d'Hiver : Real Madrid, le 18 janvier 2015.
- Champion : FC Barcelone, le 17 mai 2015.
- Meilleur Attaque : Real Madrid, 118 buts.
- Meilleur Défense : FC Barcelone, 21 buts.
- Journée de championnat la plus riche en buts : 4e et 38e avec 42 buts.
- Journée de championnat la plus pauvre en buts : 15e avec 16 buts.
- Plus grande marge de buts dans une rencontre : 8 buts
  - Real Madrid 9-1 Grenade CF, le 5 avril 2015.
  - Córdoba CF 0-8 FC Barcelone, le 2 mai 2015.
- Plus grand nombre de buts dans une rencontre : 10 buts
  - Deportivo La Corogne 2-8 Real Madrid, le 20 septembre 2014.
  - Real Madrid 9-1 Grenade CF, le 5 avril 2015.
  - Real Madrid 7-3 Getafe CF, le 23 mai 2015.
- Plus grand nombre de buts en une mi-temps : 7 buts
  - La 2e mi-temps:
  - Deportivo La Corogne 2-8 (0-3) Real Madrid, le 20 septembre 2014.
- Plus grand nombre de buts dans une rencontre par un joueur : 5 buts
  -  Cristiano Ronaldo   30e   36e   38e   54e   89e pour le Real Madrid contre Grenade CF (9-1), le 5 avril 2015.
- Coup du chapeau le plus rapide : 6 minutes
  -  Alberto Bueno4   32e   33e   38e pour le Rayo Vallecano contre Levante UD (4-1), le 1er mars 2015
- Les coups du chapeau de la saison :
  -  Cristiano Ronaldo   28e   41e   78e pour le Real Madrid contre Deportivo La Corogne (1-6), le 20 septembre 2014.
  -  Cristiano Ronaldo4   28e (pen.)   32e   80e (pen.) pour le Real Madrid contre Elche CF (4-1), le 23 septembre 2014.
  -  Neymar   26e   45e   66e pour le FC Barcelone contre Grenade CF (5-0), le 27 septembre 2014.
  -  Cristiano Ronaldo   2e   55e   88e pour le Real Madrid contre l'Athletic Bilbao (5-0), le 5 octobre 2014.
  -  Lionel Messi  21cf pour le FC Barcelone contre Séville FC (5-1), le 22 novembre 2014.
  -  Carlos Vela   3e   32e   53e pour la Real Sociedad contre Elche CF (3-0), le 28 novembre 2014.
  -  Cristiano Ronaldo   36e (pen.)   64e   81e pour le Real Madrid contre le Celta Vigo (3-0), le 6 décembre 2014.
  -  Lionel Messi   45e   50e   81e pour le FC Barcelone contre l'Espanyol Barcelone (5-1), le 7 décembre 2014.
  -  Antoine Griezmann   46e   73e   81e pour l'Atlético Madrid contre l'Athletic Bilbao (1-4), le 21 décembre 2014.
  -  Lionel Messi   11e   33e   57e pour le FC Barcelone contre Deportivo La Corogne (0-3), le 18 janvier 2015.
  -  David Barral   27e (cf.)   37e (pen.)   52e (pen.) pour Levante UD contre Málaga CF (3-1), le 7 février 2015.
  -  Lionel Messi   38e   59e   65e (pen.) pour le FC Barcelone contre Levante UD (4-0), le 15 février 2015.
  -  Alberto Bueno4   24e   32e   33e pour le Rayo Vallecano contre Levante UD (4-1), le 1er mars 2015
  -  Lionel Messi   56e (pen.)   63e   68e pour le FC Barcelone contre le Rayo Vallecano (5-0), le 8 mars 2015.
  -  David Barral   17e   53e   75e pour Levante UD contre l'UD Almería (1-4), le 4 avril 2015.
  -  Cristiano Ronaldo5   30e   36e   38e pour le Real Madrid contre Grenade CF (9-1), le 5 avril 2015.
  -  Santi Mina4   21e   40e   50e pour le Celta Vigo contre le Rayo Vallecano (5-1), le 11 avril 2015.
  -  Luis Suárez   45e   53e   88e pour le FC Barcelone contre Córdoba CF (0-8), le 2 mai 2015.
  -  Cristiano Ronaldo   36e   37e   69e pour le Real Madrid contre Séville FC (1-3), le 2 mai 2015.
  -  Cristiano Ronaldo   58e   82e   90e pour le Real Madrid contre l'Espanyol Barcelone (1-4), le 17 mai 2015.
  -  Cristiano Ronaldo   13e   32e (cf.)   34e (pen.) pour le Real Madrid contre Getafe CF (3-2), le 23 mai 2015.

## Parcours en Coupes d'Europe

### Parcours Européen des clubs
Le parcours des clubs espagnols en coupes d'Europe est important puisqu'il détermine le coefficient UEFA, et donc le nombre de clubs espagnols présents en coupes d'Europe les années suivantes.
| Club            | Compétition          | Résultat                             | Adversaire                                   |
| --------------- | -------------------- | ------------------------------------ | -------------------------------------------- |
| Real Madrid     | Supercoupe de l'UEFA | Vainqueur de la Supercoupe de l'UEFA | Séville FC                                   |
| Séville FC      | Supercoupe de l'UEFA | Finaliste                            | Real Madrid                                  |
| FC Barcelone    | Ligue des champions  | Vainqueur de la Ligue des champions  | Juventus Turin                               |
| Real Madrid T   | Ligue des champions  | éliminé en demi-finales              | Juventus Turin                               |
| Atlético Madrid | Ligue des champions  | éliminé en quarts de finale          | Real Madrid                                  |
| Athletic Bilbao | Ligue des champions  | éliminé et relégué en Ligue Europa   | FC Porto , Chakhtar Donetsk et BATE Borissov |
| Séville FC T    | Ligue Europa         | Vainqueur de la Ligue Europa         | FK Dnipro                                    |
| Villarreal CF   | Ligue Europa         | éliminé en huitièmes de finale       | Séville FC                                   |
| Athletic Bilbao | Ligue Europa         | éliminé en seizièmes de finale       | Torino FC                                    |
| Real Sociedad   | Ligue Europa         | éliminé en barrages                  | FK Krasnodar                                 |

### Classement Pays
Le parcours des clubs espagnoles en UEFA est important puisqu'il détermine le coefficient UEFA, et donc les futures places en coupes d'Europe des différents clubs espagnols.
Le classement UEFA de la fin de saison 2014-2015 donne le classement et donc la répartition et le nombre d'équipes pour les coupes d'Europe de la saison 2016-2017.
| Rang 2014 | Rang 2015 | Évolution | Ligue      | 2010-11 | 2011-12 | 2012-13 | 2013-14 | 2014-15 | Coefficient UEFA | Places en Ligue des champions de l'UEFA | Places en Ligue des champions de l'UEFA | Places en Ligue des champions de l'UEFA | Places en Ligue Europa | Places en Ligue Europa | Places en Ligue Europa | Places en Ligue Europa |
| Rang 2014 | Rang 2015 | Évolution | Ligue      | 2010-11 | 2011-12 | 2012-13 | 2013-14 | 2014-15 | Coefficient UEFA | PG                                      | TB                                      | T3                                      | PG                     | TB                     | T3                     | T2                     |
| --------- | --------- | --------- | ---------- | ------- | ------- | ------- | ------- | ------- | ---------------- | --------------------------------------- | --------------------------------------- | --------------------------------------- | ---------------------- | ---------------------- | ---------------------- | ---------------------- |
| 1         | 1         | =         | Espagne    | 18,214  | 20,857  | 17,714  | 23,000  | 20,214  | 99,999           | 3                                       | 1                                       | 0                                       | 1                      | 1                      | 1                      | 0                      |
| 2         | 2         | =         | Angleterre | 18,357  | 15,250  | 16,428  | 16,785  | 13,571  | 80,391           | 3                                       | 1                                       | 0                                       | 1                      | 1                      | 1                      | 0                      |
| 3         | 3         | =         | Allemagne  | 15,666  | 15,250  | 17,928  | 14,714  | 15,857  | 79,415           | 3                                       | 1                                       | 0                                       | 1                      | 1                      | 1                      | 0                      |

### Classement Clubs
- Ligue des champions 2014-2015
- Ligue Europa 2014-2015

| Rang 2014 | Rang 2015 | Évolution | Club            | 2010-2011 | 2011-2012 | 2012-2013 | 2013-2014 | 2014-2015 |                  |
| Rang 2014 | Rang 2015 | Évolution | Club            | 2010-2011 | 2011-2012 | 2012-2013 | 2013-2014 | 2014-2015 | Coefficient UEFA |
| --------- | --------- | --------- | --------------- | --------- | --------- | --------- | --------- | --------- | ---------------- |
| 1         | 1         | =         | Real Madrid     | 33,6428   | 36,1714   | 29,5428   | 39,6000   | 33,0428   | 171,999          |
| 2         | 2         | =         | FC Barcelone    | 36,6428   | 34,1714   | 27,5428   | 28,6000   | 38,0428   | 164,999          |
| 7         | 5         | +2        | Atlético Madrid | 9,6428    | 34,1714   | 13,5428   | 37,6000   | 26,0428   | 120,999          |
| 8         | 12        | -4        | Valence CF      | 21,6428   | 25,1714   | 22,5428   | 26,6000   | 4,0428    | 99,999           |
| 23        | 23        | =         | Séville FC      | 12,6428   | 5,6714    | 3,5428    | 26,6000   | 32,0428   | 80,499           |
| 39        | 29        | +10       | Villarreal CF   | 26,6428   | 8,1714    | 3,5428    | 4,6000    | 16,0428   | 58,999           |
| 37        | 32        | +5        | Athletic Bilbao | 3,6428    | 27,1714   | 7,5428    | 4,6000    | 14,0428   | 56,999           |
| 52        | 48        | +4        | Málaga CF       | 3,6428    | 4,1714    | 25,5428   | 4,6000    | 4,0428    | 41,999           |
| 67        | 65        | +2        | Levante UD      | 3,6428    | 4,1714    | 16,5428   | 4,6000    | 4,0428    | 32,999           |
| 72        | 66        | +6        | Betis Séville   | 3,6428    | 4,1714    | 3,5428    | 16,6000   | 4,0428    | 31,999           |